# Léopold Ier de Mayence
Léopold Ier de Mayence (en allemand : Luitpold I. von Mainz, aussi Luitbald, Lippold ou Lupoid, décédé le 7 décembre 1059) est prévôt de Bamberg et ensuite archevêque de Mayence (1051-1059).

## Biographie
Il est issu de la maison de Babenberg. Léopold monta sur le siège de Mayence en 1051 après la mort de Bardo.
Léopold a exercé son épiscopat de 1051 à sa mort le 7 décembre 1059, et a été enterré dans le monastère fondé par lui en 1055 l'abbaye Saint-Jacques de Mayence sur la « Belle Montagne » (Mons Speciosus).

## Sources
- (de) Cet article est partiellement ou en totalité issu de l’article de Wikipédia en allemand intitulé « Luitpold I. » (voir la liste des auteurs).
- (de) Karl Heinemeyer, « Luitpold », dans Neue Deutsche Biographie (NDB), vol. 15, Berlin, Duncker & Humblot, 1987, p. 506–507 (original numérisé).